# Вейнберг Петро Ісайович
Петро́ Іса́йович Ве́йнберг  — (*28 червня 1831, Миколаїв — †16 липня 1908, Санкт-Петербург) — російський поет, перекладач і журналіст.
Народився у Миколаєві в родині купця другої гільдії.
У 1850-их — 1860-их роках був популярним як автор сатиричних і гумористичних творів. Закінчив Рішельєвський ліцей та Харківський університет.
Відомий перекладач світової класики російською мовою. Його перу належать переклади з В. Шекспіра («Отелло», «Генріх VIII», «Тимон Афінський», «Венеційський купець», «Як вам це сподобається», «Все добре, що добре закінчується», «Віндзорські насмішниці», «Комедія помилок», «Марні зусилля кохання»), Ґ. Лессінга («Натан Мудрий»), Р. Шерідана («Школа лихослів'я»), П.Б. Шеллі  («Ченчі»), Г. Гейне («Біміні»), Г. Лонгфелло («Євангеліна»), Р. Бернса, Е. Браунінг, А. де Мюссе, Г.Х. Андерсена, Г. Ібсена, А. Міцкевича та інших видатних авторів.
Переклав баладу Тараса Шевченка «Тополя» (переклад надруковано в журналі «Библиотека для чтения», 1860, книга 3). В журналі «Век» (1861, № 10) опубліковано фейлетон «Що нового в Петербурзі», в якому по-блюзнірському писав про смерть Шевченка. Проти вихватки Вейнберга виступав у газеті «Русский мир» (6 травня 1861) Д. Минаєв.
Наприкінці 1860-х і у 1870-х роках видав зібрання творів Й.В. Гете (6 томів) і Г. Гейне (12 томів) у своїх та чужих перекладах.
Переклав ряд літературознавчих праць Лукаса Коллінза (Коллінса), присвячених життю й творчості видатних античних авторів: Есхіла, Евріпіда, Аристофана. Вони вийшли друком наприкінці 1870-х років у видавництві В. Ковалевського (серія «Давні класики для російських читачів»).
Помер 16 липня 1908 року у Санкт-Петербурзі.